# 耶兹迪米尔·斯坦科维奇
耶兹迪米尔·斯坦科维奇（羅馬化：Jezdimir Stanković，1939年12月12日—2015年10月13日），塞尔维亚手球运动员、教练。他曾带领南斯拉夫国家队参加1980年夏季奥林匹克运动会手球比赛，结果队伍获得第6名。